# Kurt Bolliger
Kurt Bolliger (* 23. November 1919 in Siders; † 27. April 2008 in Boll) war ein Schweizer Korpskommandant, von 1973 bis 1980 Chef der Luftwaffe in der Schweizer Armee sowie von 1982 bis 1988 Präsident des Schweizerischen Roten Kreuzes.

## Leben
Kurt Bolliger wurde 1919 in Siders geboren und absolvierte nach dem Schulbesuch in seiner Heimatgemeinde eine kaufmännisch-technische Ausbildung. Ab 1942 war er Instruktionsoffizier der Schweizer Luftwaffe, von 1953 bis 1960 unterrichtete er als Dozent an der militärwissenschaftlichen Abteilung der Eidgenössischen Technischen Hochschule Zürich (ETH). Im Rang eines Korpskommandanten war er von 1973 bis 1980 Chef der Flieger- und Flugabwehrtruppen der Schweizer Armee.
Im Jahr 1982 wurde er Präsident des Schweizerischen Roten Kreuzes (SRK) und war damit kraft dieses Amtes (ex officio) auch einer von mehreren Vizepräsidenten sowie nach dem Tod des Spaniers Enrique de la Mata Gorostizaga zeitweise amtierender Präsident der Liga der Rotkreuz-Gesellschaften, der heutigen Internationalen Föderation der Rotkreuz- und Rothalbmond-Gesellschaften. Beide Positionen hatte er bis 1988 inne. Darüber hinaus war er von 1990 bis 1998 Vizepräsident sowie von 1998 bis 2000 Präsident des Stiftungsrates der Schweizerischen Rettungsflugwacht sowie von 1981 bis 1989 Gemeindepräsident der Gemeinde Vechigen im Kanton Bern. Er starb 2008 in Boll.